# Luke's Movie Muddle
Luke's Movie Muddle è un cortometraggio muto del 1916 diretto da Hal Roach. Interpretato da Harold Lloyd, è conosciuto anche col titolo The Cinema Director.

## Produzione
Il film, che fu prodotto da Hal Roach per la Rolin Films, venne girato negli Hal Roach Studios in California, all'8822 di Washington Blvd., a Culver City.

## Distribuzione
Distribuito dalla Pathé Exchange, uscì nelle sale cinematografiche USA il 3 dicembre 1916. In Francia, venne distribuito dalla Pathé Frères il 16 agosto 1918 con il titolo Lui... Directeur de cinéma. In Germania, il film è stato trasmesso in televisione come Der einsame Luke und das Kino, mentre negli Stati Uniti è stato distribuito dalla Grapevine Video con il titolo The Cinema Director.
Copie del film sono conservate negli archivi dell'International Museum of Photography and Film at George Eastman House, del National Film Archive of the British Film Institute, della Filmoteca Espanola, del National Film, Television and Sound Archives of Canada e dell'EYE Film Instituut Nederland.